# Supercoppa svizzera 2023 (pallacanestro)
La Supercoppa svizzera 2023 fu la 9ª edizione di Supercoppa svizzera di pallacanestro maschile.
La sfida si tenne il 7 ottobre 2023 presso il Site Sportif Saint-Léonard tra i detentori del campionato del Fribourg Olympic e i vincitori della SBL Cup 2022-2023 di SAM Massagno.

## Tabellino
| Arbitri: | Bosko Stojcev Michail Papaioannou Yoann Buttet |

|                                  |            |                                     |
| Jurkovitz 14 Green 13 Nottage 11 | Punti      | 18 D. Mlađan 13 M. Mlađan 12 Dunans |
| Nottage 10                       | Assist     | 4 Martino                           |
| Nottage, Cotture 8               | Rimbalzi   | 7 Clanton                           |
| Thibaut Petit                    | Allenatori | Robbi Gubitosa                      |

| Quintetto titolare | Quintetto titolare | Quintetto titolare | Pt   | Rim  | Ass  |
| ------------------ | ------------------ | ------------------ | ---- | ---- | ---- |
| PG                 | 2                  | Eric Nottage       | 11   | 8    | 10   |
| GA                 | 23                 | Xavier Green       | 13   | 7    | 1    |
| A                  | 99                 | Natan Jurkovitz    | 14   | 2    | 1    |
| A                  | 13                 | Killian Martin     | 2    | 5    | 0    |
| C                  | 14                 | Cheikh Sane        | 0    | 3    | 2    |
| Panchina:          |                    |                    |      |      |      |
| PG                 | 3                  | Ross Williams      | 0    | 4    | 0    |
| GA                 | 27                 | Aloïs Leyrolles    | 6    | 4    | 0    |
| AC                 | 20                 | Arnaud Cotture     | 10   | 8    | 2    |
| G                  | 30                 | Christelie Lukaku  | n.e. | n.e. | n.e. |
| PG                 | 31                 | Nikola Aleksic     | n.e. | n.e. | n.e. |
| A                  | 32                 | Alexis Yao         | n.e. | n.e. | n.e. |
| Allenatore:        |                    |                    |      |      |      |
| Thibaut Petit      |                    |                    |      |      |      |

| Fribourg Olympic |  | Spinelli Massagno |

| Fribourg Olympic | Statistiche        | Spinelli Massagno |
| ---------------- | ------------------ | ----------------- |
|                  | Statistiche        |                   |
| 14/41 (41.5%%)   | Tiro da 2          | 15/34 (44.1%)     |
| 5/25 (20.0%)     | Tiro da 3          | 10/25 (40.0%)     |
| 7/12 (58.3%)     | Tiri liberi        | 14/19 (73.7%)     |
| 16               | Rimbalzi offensivi | 5                 |
| 25               | Rimbalzi difensivi | 23                |
| 41               | Rimbalzi totali    | 28                |
| 16               | Assist             | 14                |
| 17               | Palle perse        | 10                |
| 3                | Palle rubate       | 12                |
| 3                | Stoppate           | 2                 |
| 23               | Falli              | 19                |

| Quintetto titolare | Quintetto titolare | Quintetto titolare | Pt   | Rim  | Ass  |
| ------------------ | ------------------ | ------------------ | ---- | ---- | ---- |
| P                  | 5                  | Alexander Martino  | 3    | 2    | 4    |
| GA                 | 1                  | Isaiah Williams    | 8    | 3    | 1    |
| GA                 | 11                 | Dušan Mlađan       | 18   | 2    | 1    |
| AG                 | 7                  | Marko Mlađan       | 13   | 3    | 1    |
| C                  | 0                  | Keith Clanton      | 3    | 7    | 2    |
| Panchina:          |                    |                    |      |      |      |
| P                  | 21                 | Yuri Solcà         | 5    | 1    | 1    |
| GA                 | 4                  | T.J. Dunans        | 12   | 4    | 2    |
| AP                 | 10                 | Florian Steinmann  | 1    | 3    | 2    |
| AG                 | 17                 | Brunelle Tutonda   | 4    | 2    | 0    |
| AC                 | 23                 | Kevin Langford     | 7    | 1    | 0    |
| GA                 | 9                  | Erik Koludrovic    | n.e. | n.e. | n.e. |
| A                  | 30                 | Ivan Tanackovic    | n.e. | n.e. | n.e. |
| Allenatore:        |                    |                    |      |      |      |
| Robbi Gubitosa     |                    |                    |      |      |      |

| Supercup 2023               |
| --------------------------- |
| Spinelli Massagno 1º titolo |